# Pantoporia dora
Pantoporia dora är en fjärilsart som beskrevs av John Nevill Eliot 1969. Pantoporia dora ingår i släktet Pantoporia och familjen praktfjärilar. Inga underarter finns listade i Catalogue of Life.